# Alexander Wurz

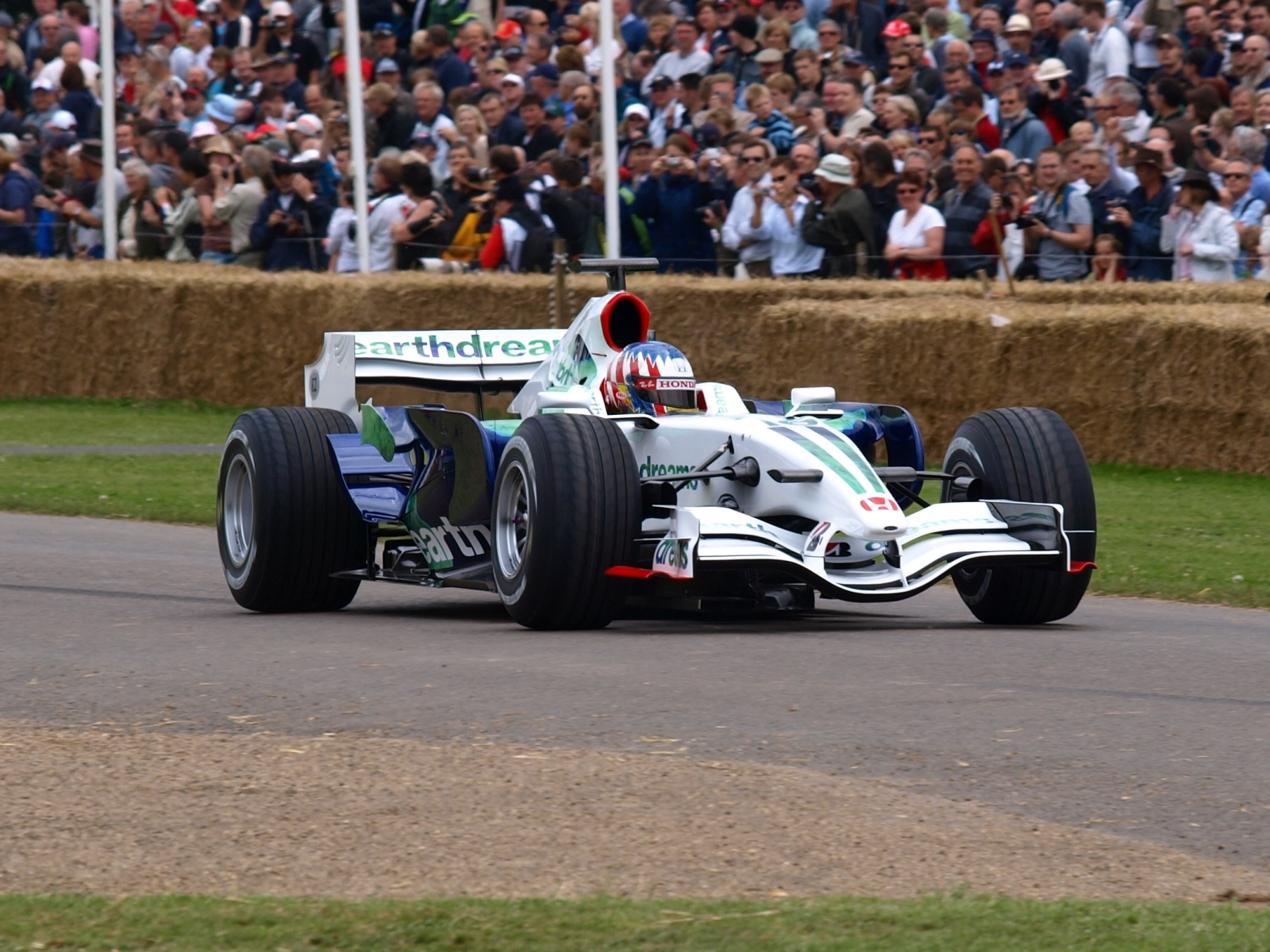
Fotografia d'Alexander Wurz l'any 2008.

Alexander Wurz (nascut el 15 de febrer de 1974 a Waidhofen an der Thaya, Baixa Àustria) és un pilot de Fórmula 1 austríac, actualment a l'equip Williams.
A principis del 2006 va signar amb Williams un contracte per a convertir-se en el pilot oficial de proves i tercer pilot de l'equip. Va pilotar el tercer cotxe a tots els Grans Premis del 2006 i el 3 d'agost d'aquell any es va anunciar que Wurz substituiria Mark Webber com a pilot titular de Williams per a la temporada 2007, acompanyant Nico Rosberg.
Al GP de Mònaco, el 27 de maig del 2007, Wurz va anotar els seus primers punts per a l'equip Williams F1, acabant en el 7é lloc després de classificar-se 11é. El 10 de juny del 2007, al GP del Canadà, va aconseguir, per tercera vegada a la seva carrera, acabar en tercera posició després d'evitar totes les dificultats d'una carrera molt accidentada. De fet, va danyar el seu aleró posterior a les primeres voltes, però es va sobreposar i va acabar al podi. Va estar a punt de repetir aquesta actuació al GP d'Europa, però no va aconseguir passar Webber a l'última xicane.